# Neue Eintracht
Tafel und Neue Eintracht (Plattdeutsch: Nyewe Eendracht) hieß seit 1534 in Bremen die  verfassungsmäßige Ordnung, das Bremer Stadtrecht. Die Bezeichnung entstand nach dem Aufstand der 104 Männer von 1532.

## Geschichte

### Vorgeschichte
Seit 1530 gab es in Bremen während der Amtszeit von Bürgermeister Daniel von Büren dem Älteren wieder Unruhen in der Unterschicht. Diese führten 1532 zum Aufstand der 104 Männer.
Der Aufruhr richtete sich zunächst 1531 wegen der Nutzung der Bürgerweide gegen den Komtur des Deutschritterordens, Rudolf von Bardewisch. Der Komtur und fünf seiner Knechten wurden ermordet.
Im Januar 1532 wurde der Bremer Rat gezwungen, den bisherigen Bürgerweideausschuss von 40 auf 104 gewählte Männer, jeweils 26 aus jedem der vier Kirchspiele, zu erweitern. Dieses Gremium durfte in allen städtischen Angelegenheiten mitreden. Auf Grund einer bedrohlichen Situation durch die Bürger floh ein Teil des alten Rates der Stadt nach Bederkesa und das Domkapitel nach Verden.
Nach und nach erlahmte die Unterstützung der Bürger für die 104. Im August 1532 beteiligten sich nur noch um die 50 Bürger an der Arbeit des Gremiums. Der alte Rat kehrte im September 1532 wieder in die Stadt zurück und konnte seine Macht zurückgewinnen. Die Urkunde mit den Rechten für das Gremium der 104 wurde daraufhin demonstrativ vom Rat vernichtet.

### Neue Eintracht
Bürgermeister von Büren kündigte auf der Basis des Bremer Stadtrechts von 1433 eine reformierte Ordnung an. Er gewährte zwar eine Amnestie, aber der Sprecher der 104 und andere Mitglieder des Gremiens wurden trotzdem danach hingerichtet. 22 weitere Mitglieder der 104 konnten fliehen.
Die Unruhen waren ein Machtkampf, ob nach dem Bremer Stadtrecht der Rat weiterhin „vollmächtig“ sei oder ob ein Gleichgewicht zwischen dem Rat und der Gemeinde entstehen könnte. 1533/34 kam es zu einer Neuen Eintracht, die aber weitgehend eine Wiederherstellung der alten Verhältnisse war, mit gestärkten Machtbefugnissen des Rates. Es galt also weiterhin das bisherige Bremer Stadtrecht, was in der Neuen Eintracht auch betont wurde. Die restriktive Neue Eintracht sollte vom Rat und von den Bürgern beschworen werden. Erst am 31. Dezember 1534 konnte die Neue Eintracht besiegelt werden. Allerdings sah die Neue Eintracht auch einen offiziellen Weg vor, auf dem die  gemeinen Bürger ihren Willen zu Gehör bringen konnten, die Bürgerkonvente.
Der Bremer Bürgereid war schon 1365 nach dem Bannerlauf eingeführt worden. Er hatte die  Eingangsformel: „Ick will dem Rahde gehorsam syn und nummermehr jegen den Rahd dohn, ock in allen Nöhden und Gefahr, so düsser goden Stadt nu und inkünfftig, vorstahn und begegnen mögen, …“ Der Eid blieb bestehen, wobei nun auch die Einhaltung des Stadtrechts von 1433 und der Neue Eintracht mit der Formel „Ich will halten Tafeln und Buch sammt der neuen aufgerichteten Eintracht …“ von jedem Bürger, der die Bürgerrechte hatte, beschworen werden musste. Der Eid galt bis 1904.
Seit dem 16. Jahrhundert wurden mehrfach Verträge zwischen dem Rat und der Gemeinde mit der Bezeichnung Eintracht geschlossen, in der einzelne Artikel des Stadtrechts interpretiert wurden.
1534 schuf sich auch das kirchliche Leben in Bremen eine neue Form der Lehre und Verfassung.